# UAV Engines R802
UAV Engines R802 ist ein Wankelmotor für den Einsatz in unbemannten Flugzeugen (UAV) des britischen Herstellers UAV Engines. Es handelt sich um einen wassergekühlten Einscheiben-Wankelmotor mit einem besonders günstigen Gewichts/Leistungsverhältnis. Der Läufer ist luftgekühlt. Der Luftstrom durch den Motor wird durch einen Ejektor-Auspuff sichergestellt. 
Er wird unter anderem in der Drohne Hermes 450  verwendet.

## Technische Daten (R802)
- Rotoren: 1
- Kammervolumen: 350 cm³
- Leistung: 52 kW bei 8000 min−1
- Gewicht: 24,4 kg
- Treibstoff: Otto, ab 92 Oktan
- Spezifischer Verbrauch im Reiseflug: 278 g/kWh